# Jane Sharp

Titelsida till tredje upplagan av The Midviwes Book.

Jane Sharp, född cirka 1641, död omkring 1671, var en engelsk barnmorska. Hon skrev den första engelska handboken för barnmorskor år 1671. Den hette The Midwives Book. Or the whole art of Midwifery Discovered. Directing Childbearing Women how to behave themselves. (Barnmorskornas bok. Eller Förlossningsvårdens hela konst. Hur födande kvinnor ska bete sig.) När hon skrev boken hade hon 30 års erfarenhet av att förlösa kvinnor och ville dela med sig av sina erfarenheter till yngre kolleger. Boken består av två bilder och men beskriver anatomin i text. Sharp redogör ingående för hur man ska gå tillväga för att hjälpa barn till världen i de flesta tänkbara och otänkbara scenarier.